# Monoserius pennarius
Monoserius pennarius är en nässeldjursart som först beskrevs av Carl von Linné 1758.  Monoserius pennarius ingår i släktet Monoserius och familjen Aglaopheniidae. Inga underarter finns listade i Catalogue of Life.